# Kanton Lure-2
 Lure-2 is een kanton van het Franse departement Haute-Saône. Het kanton maakt deel uit van het arrondissement Lure.    

In 2020 telde het 12.935 inwoners.

Het kanton werd gevormd ingevolge het decreet van 17 februari 2014 met uitwerking op 22 maart 2015 met Lure als hoofdplaats.

## Gemeenten
Het kanton omvat volgende gemeenten : 
- Amblans-et-Velotte
- Andornay
- Arpenans
- Les Aynans
- La Côte (Haute-Saône)
- Faymont
- Frotey-lès-Lure
- Genevreuille
- Lomont
- Lure (hoofdplaats) (zuidelijk deel)
- Lyoffans
- Magny-Danigon
- Magny-Jobert
- Magny-Vernois
- Moffans-et-Vacheresse
- Mollans
- Palante
- Pomoy
- Roye (Haute-Saône)
- Le Val-de-Gouhenans
- Vouhenans
- Vy-lès-Lure